# ديور وراف (جبلة)

تعديل مصدري - تعديل

ديور وراف هي إحدى قرى عزلة وراف بمديرية جبلة التابعة لمحافظة إب، بلغ تعداد سكانها 338 نسمة حسب تعداد اليمن لعام 2004.